# Politică agricolă
Politica agricolă descrie un set de legi referitoare la  agricultura internă, dar și la importul de produse agricole externe. Un guvern implementează de obicei o politică agricolă cu scopul de a obține un anumit rezultat pe piața agricolă internă de produse.	În raport cu cele deja menționate, Akarowhe (2017) propunea ideea că politicile agricole sunt modalități de a îmbunătăți activitățile ce țin de cultivare, zootehnie, silvicultură procesarea și comercializarea produselor agricole. Politicile Agricole sunt scopuri predeterminate, obiective și feluri de comportare prestabilite de către un individ sau guvern în scopul obținerii unui anumit rezultat, în beneficiul indivizilor, al societății și al economiei naționale în general. Politicile agricole iau în considerare procesele primare, secundare și terțiare ale producției agricole. Rezultatele se pot referi, spre exemplu, la nivelul garantat de aprovizionare, stabilitatea prețurilor, calitatea produselor, selecția produselor, exploatarea terenurilor și ocuparea forței de muncă.

## Preocupările politicii agricole
Un exemplu de ceea ce înseamnă amploarea și tipurile de preocupări ale politicii agricole poate fi găsit în Biroul Australian de Economie Agricolă și de Resurse articolul "Economiile Agricole ale Australiei și Noii Zeelande" care spune că cele mai mari provocări și probleme înfruntate de industria lor intensiv agricolă sunt:
- provocări care țin de comercializare și de gusturile consumatorului
- mediul internațional de comerț (condițiile pieței mondiale, barierele comerciale, carantina și barierele tehnice, menținerea competitivității și a imaginii pe piață la nivel global, și gestionarea problemelor de biosecuritate care afectează importul și exportul)
- biosecuritatea (peste și boli precum encefalopatia spongiformă bovină (BSE), gripa aviară, febra aftoasă, gangrena de citrice, și ciuperca trestiei de zahăr)
- infrastructura (transportul, porturile, telecomunicațiile, uzine de energie și irigare
- abilitățile de gestionare și aprovizionare a forței de muncă (cu cerințe din ce în ce mai mari în ceea ce privește planificarea afacerii, cunoașterea pieței, utilizarea tehnologiei moderne precum calculatoarele și sistemele de poziționare globală și o mai bună gestionare agronomică, directorii de ferme moderne vor trebui să devină din ce în ce mai capabili. Exemplu: instruirea unor muncitări care au deja anumite abilități, dezvoltarea sistemului de angajare a forței de muncă prin care se asigură continuitatea muncii în sectoarele industriale cu apogeuri sezoniere înalte, instrumente de comunicare moderne, investigarea oportunităților de piață, descoperirea nevoilor clientului, planificarea afacerii incluzând gestionarea financiară, căutarea celor mai recente tehnici agricole, abilități de gestionare a riscurilor)
- coordonarea (o ordine de zi națională strategică mai consistentă în ceea ce privește cercetarea și dezvoltarea agricolă; o implicare mai activă a investitorilor pentru cercetare în colaborare cu prestatarii activității de cercetare care să îmbunătățească programul de lucru; o mai bună coordonare a activităților de cercetare în cadrul sectoarelor industriale, a organizațiilor și a dificultăților de cercetare; și investirea în capitalul uman pentru a asigura un personal capabil în viitor.)
- tehnologia (cercetare, adoptare, productivitate, corpi modificați genetic (GM), investiția)
- apa (drepturile de acces, comecializarea apei, furnizarea apei în scopuri ce țin de mediu, asumarea riscului ca urmare a realocării apei destinate consumului spre un uz ecologic, contabilizarea aprovizionării și alocării cu apă)
- probleme de acces la resurse (gestionarea vegetației locale, protecția și lărgirea ariei biodiversității, a durabilității resurselor de producție agricolă, gestionarea responsabilităților proprietarilor de terenuri) [2]

### Reducerea sărăciei
Agricultura rămâne cea mai răspândită modalitate de asigurare a traiului pentru 75% din oamenii care fac parte din pătura săracă a societății și care locuiesc în mediul rural. Drept urmare, încurajarea dezvoltării agriculturii constituie un aspect important al politicii agricole în lumea subdezvoltată. Pe lângă asta un studiu recent asupra Perspectivei Resurselor Naturale realizat de Institutul de Dezvoltare de peste mări a descoperit faptul că în mediul rural, accesul la o bună infrastructură, la educație și la servicii de informare eficiente erau necesare pentru a putea spori șansele ca oamenii săraci să apeleze la agricultură ca mod de trai. 

### Biosecuritatea
Preocupările biosecurității în cadrul agriculturii industriale pot fi ilustrate de următoarele:
- amenințarea păsărilor de curte și a oamenilor din partea virusului H5N1; cauzat posibil de folosirea vaccinurilor animale
- amenințarea vitelor și a oamenilor din partea encefalopatiei spongiforme bovine (BSE); cauzată posibil de hrănirea nenaturală a bovinelor cu resturile altor vite
- amenințarea profitului industriei din cauza unor boli precum febra aftoasă și gangrena de citrice a căror răspândire rapidă face estomparea lor din ce în ce mai grea.

#### Gripa aviară
Folosirea vaccinurilor animale pot duce la apariția unor noi virusuri care ar putea ucide oameni și cauza totodată o gripă pandemică. H5N1 este un exemplu foarte relevant. Potrivit articolului realizat sub coordonarea lui Robert G. Webster “Efecte ale H5N1 și ale Gripei enzootice” din cadrul CDC: “Transmiterea virusului H5N1 înalt patogenic de la pasările de curte la păsările migratoare de apă în partea vestică a Chinei a lărgit aria geografică. Extinderea H5N1 și foarte probabila revenire a sa la păsările de curte amplifică nevoia unor vaccinuri bune. De fapt, principalul motiv pentru care amenințarea virusului pandemic H5N1 încă mai există ar putea fi felul în care patogenitatea lui este mascată de virusurile co-circulare de gripă sau de vaccinuri proaste.”  Dr. Robert Webster explică: "Dacă folosești un vaccin bun poți preveni transmiterea bolii printre păsările de curte și oameni. Dar dacă [în China] se folosesc deja de câțiva ani vaccinuri, de ce este așa răspândită gripa aviară? Vaccinul rău estompează boala in interiorul păsărilor, dar virusul rezistă și se schimbă prin excrementele păsărilor. Și cred că asta se întâmplă în China. Altfel nu are cum. Ori nu se folosește destul vaccin, ori cel folosit nu are toate proprietățile necesare. Eu cred că există vaccinuri proaste pentru gripa aviară peste tot în lume.”
Ca răspuns la aceeași problemă, în revista Reuters a fost publicat un articol în care Lo Wing-lok, expert în domeniul bolilor infecțioase Hong Kong, arată faptul că vaccinurile trebuie să fie prioritatea numărul unu. Julie Hall, cea responsabilă de răspunsul dat de OMS în ceea ce privește epidemia din China, spune că e posibil ca vaccinările din China să mascheze virusul. În cadrul unui reportaj BBC, Dr Wendy Barclay, virolog la Universitatea din Reading, UK declara: “Chinezii au creat și folosit un vaccin bazat pe genetica inversă cu antigene H5N1. Lucrul acesta a fost foarte mult criticat deoarece ei au protejat găinile de o moarte provocată de virus, însă ele continuau să se infecteze; și te abați – virusul suferă mutații în urma contactului cu anticorpii – și în momentul de față situația a ajuns în așa fel încât avem șase tipuri de H5N1”.

#### Encefalopatia spongiformă bovină
Encefalopatia spongiformă bovină (ESB), cunoscută ca „boala vacii nebune”, este o boală fatală neurodegenerativă întâlnită în rândul bovinelor, al cărui mecanism de infectare a surprins biologii la descoperirea lui la sfârșitul secolului XX. În UK, cea mai afectată țară, 179.000 de bovine au fost infectate și 4.4 mil au fost ucise ca măsură de precauție. Boala poate fi transmisă oamenilor care mănâncă sau inhalează aerul înconjurător al unui cadavru de vită infectat.  În rândul oamenilor, este cunoscută ca o nouă variantă a bolii Creutzfeldt–Jakob (vCJD sau nvCJD) și până în 2007 a ucis 265 de persoane din Marea Britanie, și șase din alte părți însă prevede o creștere a numărului de victime din cauza perioadei lungi de incubație a bolii. Între 460.000 și 482.000 animale infectate de ESB au ajuns în lanțul alimentar, înainte de introducerea în 1989 a controalelor măruntaielor animale cu risc ridicat de infecție.
O anchetă britanică asupra ESB a conchis faptul că epidemia a fost cauzată de hrănirea vitelor, care sunt în mod normal erbivore, cu rămășițele altor vite (carne și oase), lucru ce a favorizat răspândirea agentului infecțios. Originea exactă a bolii rămâne necunoscută. Actualul punct de vedere al cercetătorilor susține faptul că proteinele infecțioase numite prioni s-au dezvoltat printr-o mutație spontană, probabil în anii ’70 și există și posibilitatea ca folosirea pesticidelor organofosforice să fi crescut predispunerea vitelor la boală.  Agentul infecțios este renumit pentru temperaturile înalte în care trăiește; acest lucru a contribuit la răspândirea lui în Marea Britanie, care scăzuse temperaturile în care se desfășura procesul de reutilizare a resturilor animale în domeniul alimentar.  Un alt factor care a contribuit a fost hrănirea vițeilor foarte mici cu suplimenți de proteine infectați, în loc de laptele mamelor lor.

#### Febra aftoasă
Febra aftoasă este o boală extrem de contagioasă și cunoscută și ca fiind o boală virală fatală întâlnită în rândul vitelor și al porcilor. Poate contamina, de asemenea, căprioarele, caprele, oile și alte bovine care au copite, precum și elefanți, șobolani și arici. Oamenii sunt contaminați doar foarte rar. Febra aftoasă este prezentă aproape în toată lumea, și chiar dacă unele țări nu au avut parte de ea timp de ceva timp, aria ei de desfășurare și răspândirea rapidă reprezintă cauză de preocupare pentru toate țările. În 1996 printre ariile afectate de epidemie se numărau Asia, Africa și părți ale Americii de Sud. America de Nord, Australia, Noua Zeelandă și Japonia au fost ferite de febra aftoasă timp de mulți ani. Majoritatea țărilor Europene au fost considerate ca fiind lipsite de orice urmă de febră aftoasă, iar țările aparținând Uniunii Europene au încetat să mai facă vaccinarea împotriva febrei aftoase.
Infectarea cu febra aftoasă apare local, ceea ce înseamnă că virusul este transmis la animalele sensibile prin contact direct cu animalele infectate sau adăposturi contaminate ori vehicule folosite pentru creșterea animalelor. Hainele și pielea celor care au gijă de animale cum sunt fermierii, apa stătută. Bucățile de mâncare nefăcută precum și suplimentele de mâncare care conțin produse animale infectate pot, de asemenea, adăposti virusul. Vacile pot lua febra aftoasă din sperma taurilor contaminați. Printre măsurile de siguranță se numără carantina, eliminarea animalelor infectate, precum și interzicerea exportului de carne și alte produse animale către țări neinfectate.
Pentru că oamenii sunt foarte rar infectați cu această boală, dar se răspândește rapid printre animale, este o amenințare mult mai mare pentru industria agricolă decât pentru sănătatea umană. Fermierii din întreaga lume pot pierde sume imense de bani pe perioada unei astfel de epidemii când un număr mare de animale sunt eliminate și câștigurile provenite din lapte și carne scad. Una din marile dificultăți când vine vorba de vaccinarea împotriva febrei aftoase este imensa variație între și chiar și în cadrul serotipurilor. Nu există nicio linie de despărțire între serotipuri (ceea ce înseamnă că un vaccin împotriva unui serotip nu va proteja deloc împotriva oricărui alt serotip) și pe lângă asta, două tulpini dintr-un anumit serotip ar putea avea secvențe de nucleotide diferite cu până la 30% pentru o anumită genă. Asta înseamnă că vaccinul trebuie să fie destinat tulpinei cu pricina. Vaccinarea dă doar o imunitate temporară care durează de la luni la ani. Astfel, țările bogate mențin politica de interzicere a importului din țările pentru care standardele SUA sau UE nu au dovedit că sunt lipsite de febra aftoasă. E un subiect destul de discutat.
Totuși, deși boala nu e periculoasă pentru oameni, și, e de altfel, foarte rar fatală pentru animalele sănătoase, reduce producția de lapte și carne. Focarele pot fi controlate repede dacă fermierii și transportatorii de animale respectă regulile impuse. Drept urmare (pe lângă discomfortul temporar provocat animalelor), orice focar din lumea bogată nu ar trebui să fie mai mult de o problemă economică localizată, și de moment. În cazul țărilor în care fauna sălbatica este liberă să umble nestingherită, este aproape imposibil de demonstrat dacă sunt în totalitate lipsiți de această boală. Dacă ar vrea să încerce, ar trebui să ridice garduri la nivel național, ceea ce ar opri migrarea faunei. Deoarece detectarea și raportarea febrei aftoase s-a îmbunătățit și a accelerat extrem de mult, aproape toate țările sărace ar putea crea în siguranță zone destinate exportului, în care boala nu este prezentă. Dar țările bogate nu vor să schimbe regulile. În consecință, multe țări tropicale sărace nu au cum să respecte regulele actuale, ceea ce înseamnă că le este în continuare interzis să exporte carne,chiar dacă multe dintre aceste țări nu sunt infectate deloc de această boală.
În aceste condiții, dacă izbucnește o secetă, oamenii săraci vor încerca să facă față vânzând puținele animale pe care le au. Aceasta satureză rapid cererea regională. Interdicția de export distruge apoi valoarea acestor animale, distrugând astfel cea mai importantă modalitate de asigurare a traiului pentru câteva sute de milioane de gospodării extrem de sărace. Normele privind exporturile de carne au fost schimbate de multe ori, întotdeauna pentru a se adapta la condițiile în schimbare din țările bogate, reducând de obicei și mai mult șansele țărilor sărace în ceea ce privește exportul de carne. Din acest motiv, Kenya și multe alte țări consideră că regulile sunt foarte nedrepte. Cu toate acestea, sunt descurajate să depună o plângere oficială la OMC de către diplomați ai țărilor bogate.

#### Cancerul citricos
Cancerul citricos reprezintă o boală ce afectează speciile de citrice, fiind cauzată de bacteria Xanthomonas axonopodis. Această infecție cauzează leziuni la nivelul frunzelor, tulpinilor, și fructul arborilor de citrice, precum lămâia, portocalele, și grapefruitul. Deși nu este dăunător corpului uman, acest tip de cancer afectează în mod semnificativ vitalitatea arborilor de citrice, cauzând căderea prematură a frunzelor și a fructului ; un fruct infectat cu acest tip de cancer este sigur de mâncat dar prea inestetic pentru a fi vândut. Boala, care se crede a fi originară din Sud Estul Asiei, este extrem de persistentă când aceasta se stabilește  într-o zonă, făcând necesar ca toate livezile de citrice să fie distruse pentru eradicarea cu succes a bolii. Australia, Brazilia și Statele Unite suferă în prezent din cauza focarelor canceroase.
Boala poate fi depistată în livezi și pe fruct prin apariția leziunilor. Depistarea timpurie este critică în situații de carantină. Bacteriile sunt testate pentru patogenitate prin vaccinarea mai multor specii de citrice cu această bacterie. În același timp, alte teste de diagnosticare (depistarea anticorpilor, profilarea acizilor grași și proceduri genetice care folosesc PCR) sunt efectuate pentru identificarea tulpinii canceroase respective . Focarele de cancer citricos sunt prevenite și gestionate în mai multe moduri. În țările unde nu există acest tip de cancer, boala este prevenită prin accesul în țară pe baza măsurilor de carantină. În țări cu noi focare, programele de eradicare, care sunt inițiate imediat ce boala a fost descoperită, au fost un succes; astfel de programe se bazează pe distrugerea livezilor afectate. Când eradicarea nu a fost un succes iar boala s-a stabilit, opțiunile de gestionare includ înlocuirea susceptibilă a soiurilor de citrice cu soiuri rezistente, aplicând spray-uri preventive din cupru-bazate pe bactericide, și distrugând copacii infectați și toți cei din jur pe o rază corespunzătoare.
Industria citrică este cea mai extinsă industrie exportatoare de fructe proaspete din Australia. Australia a avut trei focare de cancer citricos; toate trei au fost eradicate cu succes. Boala a fost descoperită de două ori pe parcursul anilor 1990 în Nordul teritoriului și a fost eradicată de fiecare dată. În timpul primului focar din 1912, fiecare citric de la nord de latitudine 19° a fost distrus, luând 11 ani pentru eradicarea bolii. În 2004, cancerul citricos asiatic a fost depistat într-o livadă din Emerald, Queensland, și s-a crezut că ar fi apărut din cauza importului ilegal de plante citrice infectate. Guvernele de stat și cele federale au cerut ca toate livezile comerciale, toți citricii non-comerciali, și toți lămâii autohtoni (C. glauca) din vecinătatea orașului Emerald să fie mai degrabă distruse decât încercând să izoleze copacii infectați.

### Siguranța alimentară
Organizația Națiunilor Unite pentru Alimentație și Agricultură (FAO) definește siguranța alimentară ca existând de când "toți oamenii, din toate timpurile, au acces fizic și economic la alimente sigure și nutritive care să îndeplinească nevoile și preferințele lor alimentare pentru o viață activă și sănătoasă". Cele patru calificări ce trebuie îndeplinite pentru un sistem alimentar sigur includ disponibilitate fizică, acces fizic și economic, utilizare adecvată, și stabilitatea primelor trei elemente odată cu trecerea timpului.
Din cele 6,7 miliarde de oameni de pe pământ, aproape 2 miliarde au o alimentație nesigură. Întrucât populația de pe glob va crește la 9 miliarde de locuitori până în 2050, iar dietele se schimbă pentru a accentua energia mai mare a produselor și un mai bun consum global, sistemele alimentare vor fi supuse la o presiune și mai mare. Schimbările climatice reprezintă amenințări suplimentare pentru siguranța alimentară, afectând recoltele, distribuția dăunătorilor și bolilor, clima, și vegetațiile din întreaga lume.
Siguranța alimentară a devenit, astfel, un subiect tot mai important în politica agricolă întrucât factorii decizionali încearcă să reducă sărăcia și malnutriția, crescând totodată capacitatea de adaptare la schimbările climatice. Comisia pentru Agricultură durabilă și Schimbări climatice a enumerat câteva acțiuni politice cu prioritate ridicată cu referire la siguranța alimentară, incluzând integrarea siguranței alimentare și a agriculturii durabile în politicile globale și naționale, crescând în mod semnificativ nivelul investițiilor globale în sistemele alimentare, și dezvoltând programe și politici specifice pentru a susține cele mai vulnerabile populații (respectiv, acelea care sunt deja supuse nesiguranței alimentare).

### Suveranitatea alimentară
'Suveranitatea alimentară', un termen creat de membrii mișcării Via Campesina în 1996, se referă la dreptul oamenilor de a-și stabili propriile sisteme alimentare. Susținătorii suveranității alimentare pun oamenii care produc, distribuie, și consumă mâncare, în centrul deciziilor ce au legătură cu sistemele și politicile alimentare, mai degrabă decât cererile piețelor și corporațiilor pe care ei le consideră că au apărut pentru a domina sistemul alimentar global. Această mișcare este susținută de mai mulți fermieri, țărani, păstori, pescari, populații indigene, femei, tineri din mediul rural, și organizații de mediu.

## Instrumente politice
O subvenție agricolă reprezintă o subvenție guvernamentală plătită fermierilor și întreprinzătorilor agricoli pentru gestionarea industriei agricole ca și o parte din diferitele metode pe care le folosește un guvern într-o economie mixtă. Condițiile de plată și motivele pentru subvențiile individuale specifice variază în funcție de produsul agricol, mărimea fermei, tipul de proprietate, și țară, printre alți factori. Îmbogățirea fermierilor de arahide în scopuri politice, păstrarea prețului unei capse îndeajuns de scăzut încât să păstreze sărăcimea din rândul răzvrătiților, stabilizarea producției unei culturi în ordine să evite anii de foamete, încurajarea diversificării și multe alte scopuri au fost propuse ca și motiv pentru subvențiile specifice.
Prețurile minime sau plafoanele tarifare setează un preț minim sau maxim pentru un produs. Controlul prețurilor încurajează o mai mare producție printr-un preț minim sau o mai mică producție printr-un plafon tarifar. Un guvern poate ridica bariere comerciale pentru a limita cantitatea de bunuri importate (în cazul unui subcontingent) sau poate promulga tarife pentru a crește prețul intern al produselor importate. Aceste bariere acordă prioritate producătorilor interni.

## Obiectivele intervenției pe piață

### Securitatea națională
Unii argumentează faptul că națiunile au ca interes faptul de a se asigura că există suficientă capacitate de producție internă pentru a îndeplini nevoile interne în cazul unei întreruperi a aprovizionării globale. Dependența semnificativă de producătorii de mâncare străină face o țară vulnerabilă, din punct de vedere strategic, în caz de război, blocadă sau embargo. Menținerea adecvată a capacității interne permite autonomiei alimentare să reducă riscul șocurilor de aprovizionare datorate evenimentelor geopolitice . Politicile agricole pot fi folosite pentru susținerea producătorilor interni întrucât ei obțin cotă de piață internă și internațional. Aceasta poate fi o metodă pe termen scurt de încurajare a unei industrii până ce aceasta este destul de largă încât să prospere fără alt ajutor. Sau poate fi o subvenție continuă concepută pentru acceptarea unui produs în ordine să concureze cu o competiție străină sau să o submineze. Aceasta poate produce un profit net pentru un guvern în ciuda costului unor intervenții deoarece acesta permite unei țări să construiască o industrie de export sau să reducă importurile. Aceasta ajută de asemenea la formarea pieței de cerere și aprovizionare a națiunilor.

### Protecția mediului și gestionarea terenurilor
Terenurile agricole sau terenurile nedezvoltate compun majoritatea terenurilor din cele mai multe țări. Politicile pot încuraja folosirea unor astfel de terenuri decât alte tipuri în interesul protecției mediului. Spre exemplu, subvențiile pot fi date pentru anumite metode de agricultură, împădurire, verificarea terenurilor, sau abaterea de la poluare.

### Sărăcimea rurală și reducerea sărăciei
Subvenționarea agriculturii poate încuraja oamenii să rămână pe terenul respectiv și să obțină un venit. Acest lucru ar putea fi relevant pentru o țară din lumea a treia cu mulți fermieri țărani, dar asta poate fi luată în considerare în țări mult mai dezvoltate precum Polonia. Aceasta are o rată foarte ridicată de șomaj, multe terenuri agricole și păstrează o largă populație rurală din cultivarea hranei pentru uz propriu.
Controlul prețurilor poate fi folosit de asemenea pentru a ajuta cetățenii săraci. Multe țări au folosit această metodă a ajutoarelor sociale întrucât aceasta împarte mâncare ieftină săracilor din zonele urbane fără a fi nevoie să evalueze oamenii pentru a le acorda ajutor financiar. Acest lucru merge de obicei la cheltuiala sărăcimii rurale, care apoi câștigă mai puțin din ceea ce adesea este singura lor sursă de venit reală sau potențială: agricultura. Deoarece în aproape toate țările sărăcimea rurală este mai scăzută decât sărăcimea urbană, politicile alimentației ieftine trecute prin controlul prețurilor crește deseori sărăcia generală.
Același lucru contează adesea la reducerea sărăciei sub forma ajutorului alimentar, care (decât în cazul unei secete severe) alungă micii producători din producția din țările sărace. Acesta tinde să profite de grupurile din clasa de mijloc (sub-urbană și mediul urban) în detrimentul celor mai sărace 20 de procente, care, drept rezultat, rămâne privată de clienți.

### Asistența în agricultura ecologică
Teoria economiei bunăstării susține că uneori activitățile private pot impune costuri sociale asupra altora. Agricultura industrială este considerată pe scară largă ca impunând costuri sociale în rândul poluării cu pesticide și poluării cu nitrați. Mai mult, agricultura folosește cantități mari de apă, o resursă limitată. Unii economiști afirmă că  taxele ar trebui să fie percepute pentru agricultură, sau că agricultura organică, care folosește mai puține pesticide și experiențe cu relativ mai puține scurgeri de nitrați, ar trebui să fie încurajată cu subvenții. În Statele Unite, 65% din aproximativ $16.5 miliarde de dolari din subvențiile anuale au ajuns în vârf cu 10% din fermieri în 2002 deoarece subvențile sunt legate de anumite produse. Pe de altă parte, agricultura organică a primit $5 milioane de dolari pentru ajutor în certificare și $15 milioane de dolari pentru cercetare pe o durată de 5 ani.

### Comerțul echitabil
Unii susțin regulile Comerțului Echitabil pentru a se asigura că fermierii săraci din națiuni în dezvoltare care produc culturi mai ales pentru export nu sunt exploatați sau influențați negativ de politicile comerciale, practici, tarife și acorduri care avantajează un singur competitor pe cheltuiala altuia – pe care avocații îl consideră o "scădere"  periculoasă în munca agricolă și standardele de siguranță. Oponenții semnalează faptul că cea mai mare parte din agricultura din națiunile dezvoltate este produsă de corporații industriale (afaceri agricole) care cu greu merită simpatie, și că alternativa la exploatare este sărăcia.
„Friptură de comerț echitabil?” Mult din ceea ce țările dezvoltate exportă în lumea bogată, provine de asemenea din corporații industriale. Motivul pentru aceasta este că țările bogate au prezentat cereri elaborate privind calitatea, dintre care majoritatea nu au nicio contribuție reală la sănătate. Micii fermieri adesea, în consecință, întâlnesc aceste cereri, dar foarte rar sunt capabili să dovedească asta în standardele vestice. Prin urmare, cel mai mare impediment pentru creșterea micilor agriculturi și, în consecință,  a comerțului echitabil din sectoarele de dincolo de cafea și banane, este reprezentat de aceste cereri privind calitatea din lumea bogată.

## Argumente împotriva intervenției pe piață

### Dumping-ul excedentelor agricole
În limbajul comercial internațional, actul unei companii din țara A de a vinde un produs sub costul de producție din țara B se numește "Dumping". Un număr de țări semnatare ale unor acorduri comerciale multilaterale au clauze care interzic această practică.
Când țările bogate subvenționează producția internă, producția excesivă este adesea oferită țărilor aflate în curs de dezvoltare ca ajutor extern. Acest proces elimină piața agricolă internă în țara aflată în curs de dezvoltare, pentru că produsele pot fi obținute gratuit de la agențiile umanitare din Occident. În țările în curs de dezvoltare unde aceste efecte sunt cele mai severe, micii fermieri nu și-au mai putut permite să-și cultive pământul și au fost nevoiți să-l vândă.
"Gândiți-vă că un fermier din Ghana era capabil să-și câștige existența cultivând orez. Cu ani în urmă, Ghana era capabilă să-și hrănească locuitorii și să exporte surplusul. Acum importă orez. De unde? Din țări dezvoltate. De ce? Pentru că e mai ieftin. Chiar dacă pe producătorul de orez dintr-o regiune mai dezvoltată a lumii producția orezului îl costă îl costă mult mai mult, el nu trebuie să obțină profit de pe urma recoltei sale. Guvernul îl plătește pentru a-l cultiva, așa că el îl poate vinde mai ieftin în Ghana decât poate fermierul din Ghana. Ce se întâmplă cu fermierul din Ghana? Nu-și mai poate hrăni familia." (Lyle Vanclief, fost ministru canadian al agriculturii [1997-2003])
Conform Institutului pentru Agricultură și Politică Comercială, porumbul, soia, bumbacul, grâul și orezul se vând sub costul de producție sau se exportă la preț redus.  Cota exportului la preț redus este de aproximativ 40% pentru grâu, 20-25% pentru porumb, aproximativ 30% pentru soia, 57% pentru bumbac și aproximativ 20% pentru orez.  De exemplu, grâul se vinde cu 40% sub cost.
Conform Oxfam, "Dacă națiunile dezvoltate ar elimina programele de subvenție, valoarea de export a agriculturii în națiunile mai puțin dezvoltate ar crește cu 24% și eventual cu încă 5.5% în urma echivalării tarifului... exportatorii pot oferi surplusurile Statelor Unite spre vânzare la prețuri de aproximativ jumătate din costul de producție; distrugând agricultura locală și creând o piață captivă în proces." Susținătorii schimbului liber doresc eliminarea tuturor mecanismelor de denaturare a pieței (subvenții, tarife, reglementări) și susțin că implementarea comerțului liber în toate regiunile lumii va conduce, în cazul fiecăreia, la câștig. Această viziune este răspândită în statele exportatoare de produse agricole, fie ele dezvoltate sau în curs de dezvoltare, dintre care câteva s-au coalizat în grupul de presiune Cairns Group. Ministerul Agriculturii din Canada estimează că țările în curs de dezvoltare ar beneficia de 4 miliarde de dolari anual dacă subvențiile din țările dezvoltate ar fi înjumătățite.

### Independența agricolă
Multe dintre țările în curs de dezvoltare nu produc îndeajuns de multă hrană pentru a-și hrăni propriile populații. Aceste state trebuie să cumpere alimente din alte țări. Prețurile reduse și mâncarea gratuită salvează viețile a milioane de oameni înfometați, în ciuda scăderii vânzărilor de alimente produse de fermierii locali. O țară în curs de dezvoltare ar putea apela la metode noi, îmbunătățite de cultivare a pământului pentru a produce mai multă mâncare, cu scopul final de a-și hrăni concetățenii fără ajutor extern. Noile metode de cultivare în seră, hidroponia, fertilizatorii, filtrele de apă cu osmoză inversă, culturile hibride, pomii hibrizi cu dezvoltare rapidă pentru coacerea rapidă a fructelor, controlul temperaturii interioare, izolarea serelor și a corturilor, grădinile în construcții autonome, lămpile solare, materialele electroizolante pe bază de poliesteri, ventilatoarele și alte tehnologii ieftine pot fi folosite pentru a cultiva terenuri nearabile, precum cele stâncoase, muntoase, zonele de deșert și chiar cele arctice. Mai multă mâncare ar putea fi produsă, reducând dependența de alte țări în acest domeniu.
Culturile de înlocuire pot de asemenea conferi independență statelor din punct de vedere agricol. Zahărul, de exemplu, se obține din trestie de zahăr, care este importată din Polinezia. În loc să cumpere zahărul din Polinezia, o țară poate produce zahăr din sfeclă de zahăr, sevă de arțar, sau îndulcitor din stevie, aducând profit economiei naționale. Hârtia și hainele pot fi fabricate din cânepă în loc de copaci și bumbac. Alimentele tropicale nu pot fi cultivate în mare parte a teritoriului Europei, dar pot fi cultivate în sere izolate sau corturi. Celuloza din plantele de soia poate înlocui plasticul (fabricat din petrol). Etanolul provenit din deșeuri agricole sau din ulei de cânepă poate înlocui benzina. Plantele medicinale din pădurile tropicale cultivate local pot înlocui multe medicamente importate. Supleanții recoltelor destinate vânzării, precum înlocuitorii zahărului și petrolului, poate reduce dependența de subvenții a fermierilor, deopotrivă în țările dezvoltate și în cele în curs de dezvoltare.
Intervențiile pe piață pot crește costul produselor agricole pentru consumatori, fie prin transferuri ascunse de avere, de la o generație la alta, prin guvern, fie prin prețuri majorate pentru consumatori, precum cele pentru zahăr și alune în Statele Unite.  Acest lucru a condus la denaturarea pieței, precum folosirea de sirop de porumb bogat în fructoză de către roboții de bucătărie ca înlocuitor pentru zahăr.  Siropul de porumb bogat în fructoză poate fi un aditiv alimentar nesănătos și, dacă prețurile pentru zahăr nu ar fi majorate prin decret guvernamental, zahărul ar putea fi siropului de porumb bogat în fructoză pe piață.

## Cazuri din regiunile dezvoltate ale lumii

### Prezentare generală:  Europa și America
Populația agricolă este de aproximativ 5% din totalul populației Uniunii Europene și 1,7% din cea a Statelor Unite. Valoarea totală a producției agricole în Uniunea Europeană au totalizat 128 de miliarde de euro (1998). Aproximativ 49 de procente din această sumă se justifică prin măsuri politice:  37 de miliarde de euro prin plăți directe și 43 de milioane de euro de la consumatori prin prețuri majorate în mod artificial.  80 de procente dintre fermierii europeni primesc plăți directe de 5.000 de euro sau mai puțin, în timp ce 2.2% primesc plăți directe de peste 50.000 de euro, totalizând 40% din toate subvențiile directe.
Fermierul american de rând primește 16.000 de dolari reprezentând subvenții anuale. Doi din trei fermieri nu primesc plăți directe. Dintre cei care primesc, suma medie pentru cele mai scăzute 80% era de 7000 de dolari în perioada 1995-2003. Subvențiile sunt un amestec de reduceri de taxe, plăți directe în numerar și prețuri sub cele ale pieței pentru apă și alte resurse. Unii susțin că aceste cifre sunt înșelătoare pentru că marile afaceri agricole, spre deosebire de fermierii particulari, primesc un procent semnificativ din totalul subvențiilor.  Legea privind îmbunătățirea și reforma agriculturii federale adoptată în 1996 a redus subvențiile agricole, oferind plăți fixe pe o anumită perioadă de timp și înlocuind subvenționarea prețurilor și subvențiile. Legea privind siguranța agricolă și investițiile rurale din 2002 implică plăți directe și anticiclice menite să limiteze efectele prețurilor reduse și producțiilor scăzute.
În Uniunea Europeană, 54 miliarde de dolari reprezentând subvenții sunt plătite în fiecare an. Un procent tot mai mare din subvenții se află într-un proces de decuplare față de producție și grupare în Plata Unică pe Exploatație. Acesta are ca efecte diminuarea denaturărilor create de Politica Agricolă Comună, pe când mulți critici susțin că este nevoie de acordarea unui interes mai mare furnizării de bunuri publice, precum biodiversitatea și a apei potabile. Următoarea mare reformă este așteptată în 2014, când un nou buget pe termen lung al Uniunii Europene EU budget va intra în vigoare.

### Programe pentru protecția mediului
Programul pentru Rezervații Naturale al Statelor Unite închiriază teren de la producătorii care nu folosesc pământul marginal în procesul de producție și îl aduc înapoi, aproape în starea inițială, plantând ierburi autohtone și alte plante. Programul pentru stimularea calității mediului al Statelor Unite subvenționează acțiunile ce promovează conservarea apei și alte măsuri.  Acest program se desfășoară printr-un proces de ofertare în care fermierii solicită un anumit procent din cotizațiile pentru progrese precum implementarea irigației prin picurare.  Producătorii care oferă cel mai mare progres ecologic cu cel mai mic cost, într-un clasament pe puncte sunt finanțați primii.  Procesul continuă până când fondurile alocate pentru acel an sunt epuizate.

## Demersuri ale Organizației Mondiale a Comerțului
În aprilie 2004, Organizația Mondială a Comerțului (OMC) a stabilit că acordarea a trei miliarde de dolari ca subvenții pentru producerea bumbacului în Statele Unite încalcă acordurile comerciale și că aproape 50% din exporturile de zahăr ale Uniunii Europene sunt ilegale. Între anii 1997-2003, exporturile de bumbac ale Statelor au fost subvenționate în medie cu 48%. Organizația Mondială a Comerțului a obținut angajamente ale guvernului Republicii Filipine, determinând-o să scadă barierele la import la jumătate din nivelurile actuale over pe o durată de șase ani și favorizând o concurență mult sporită din partea sistemelor agricole industrializate și masiv subvenționate din America de Nord și Europa. Un raport recent al Oxfam estimează că veniturile medii pe economie ale fermierilor ce cultică porumb va fi redus cu până la 30% în următorii 6 ani de vreme ce importurile ieftine din Statele Unite cauzează scăderea prețurilor pe piața locală. Raportul estimează că în absența restricțiilor pe comerț, porumbul subvenționat din Statele Unite ar putea fi comercializat la mai puțin de jumătate din prețul porumbului crescut pe insula Mindanao din Filipine; și că sursele de venit a mai mult de jumătate dintre fermierii filipinezi care cultivă porumb (din totalul de 1,2 milioane) se află sub amenințare imediată.